# Gaia Dell'Ernia
Gaia Dell'Ernia (Bari, 28 maggio 1999) è una calciatrice italiana, di ruolo difensore.

## Carriera

### Club
Cresciuta nel vivaio della Pink Sport Time, pur giocando nel ruolo di difensore nella formazione che partecipa al Campionato Primavera viene inserita in rosa nella squadra titolare dalla stagione 2013-2014, facendo il suo debutto in campionato con l'allora maglia rosablu il 6 ottobre 2013, alla 1ª giornata, nell'incontro vinto sul Fiano Romano con un rotondo 6-0. Alla sua prima stagione con la maglia titolare viene impiegata 21 volte su 22 incontri, andando a segno in una occasione, il 26 gennaio 2014, dove al 60' sigla la rete del parziale 1-0 sul Chieti, contribuendo alla storica promozione della squadra alla Serie A.

### Nazionale
Convocata dal responsabile delle nazionali giovanili Enrico Sbardella, viene valutata per il suo impiego nel corso delle fasi di qualificazione all'edizione 2015 del campionato europeo femminile Under 17 di calcio. Vestendo la maglia delle Azzurrine fa il suo debutto in una competizione ufficiale UEFA il 25 settembre 2014, allo stadio Tórsvøllur a Tórshavn, nella partita dove la Nazionale italiana U17 incontra, vincendo 4-0, le locali avversarie delle Fær Øer, rilevando in quell'occasione Martina Brustia al 65'.

## Palmarès

### Club
- Campionato italiano di Serie B: 1

Pink Sport Time: 2013-2014